# Mahboubeh Abbasgholizadeh
Mahboubeh Abbasgholizadeh – irańska działaczka społeczna, dyrektorka Centrum Szkoleniowego dla organizacji pozarządowych (NGOTC), redaktorka naczelna "Farzaneh" czyli „gazety na temat studiów i badań kobiecych w Iranie i społeczeństwie muzułmańskim”. Aresztowana 1 listopada 2004 roku, bez podania powodu. Stawiane są jej zarzuty "rozpowszechniania kłamstw". Została zwolniona za kaucją.